# Juan Antonio Gallego y Orbigo
Juan Antonio Gallego y Orbigo (ur. 20 marca 1729 w Orbigo, zm. 17 maja 1797) – hiszpański duchowny rzymskokatolicki, w latach 1788-1797 arcybiskup Manili.

## Życiorys
14 grudnia 1778 został mianowany biskupem Nueva Caceres. Sakrę biskupią otrzymał 31 października 1779. 15 grudnia 1788 otrzymał nominację na stolicę arcybiskupią w Manili, urząd ten sprawował aż do śmierci.